# Herquinorina
A herquinorina é um analgésico opioide análogo à Salvinorina A. Foi descoberto em 2005 durante estudos de relação estrutura-atividade em diterpenos neoclerodanos, a família de compostos químicos da qual a Salvinorina A pertence.
Ao contrário da Salvinorina A, que é um agonista κ-opioide seletivo sem afinidade significativa para o receptor μ-opioide, a herquinorina é um agonista μ-opioide com afinidade μ-opioide mais de 100x maior e afinidade κ-opioide 50x menor em comparação com Salvinorina A. A herquinorina é um composto semi-sintético, feito de Salvinorina B. Tanto Salvinorina A quanto Salvinorina B são encontradas na planta Salvia divinorum, no entanto, a Salvinorina A está presente em maiores quantidades.
Um estudo em primatas mostrou que a herquinorina atua como um agonista μ e κ perifericamente ativo com um rápido início de ação. O estudo não encontrou nenhuma evidência de atividade central em primatas e questiona se os efeitos da herquinorina são devidos inteiramente à ligação periférica. Ao contrário da maioria dos agonistas opioides μ, a herquinorina não promove o recrutamento de β-arrestina-2 para o domínio intracelular do receptor opioide μ, nem induz a internalização do receptor. Isso significa que a herquinorina pode não produzir tolerância e dependência da mesma forma que outros opioides, embora algum desenvolvimento de tolerância por meio de outros mecanismos tenha sido observado, e alguns outros análogos relacionados à herquinorina possam recrutar β- arrestinas.